# Wilhelm Killermann
Wilhelm Killermann (* 8. Juli 1930; † 9. Januar 2022) war ein deutscher Biologe und Hochschullehrer.

## Leben
Nach der Promotion zum Dr. rer. nat. am 16. Juli 1962 und der Habilitation in Botanik am 16. Juli 1970 an der TH München war er seit 1971 Professor zunächst der Pädagogischen Hochschule, seit 1974 an der Ludwig-Maximilians-Universität München. Die Emeritierung erfolgte 1996.